# 안용대
안용대(安龍大, 일본식 이름: 安田龍大, 1913년 1월 13일 경북 경주 ~ 1999년 5월 6일)는 대한민국의 정치인이다. 제2대, 제4대 국회의원을 역임하였고, 변호사로도 활동했다.
일본 주오 대학 법과를 졸업하고, 일본 고등문관시험 행정과에 합격하였으며 사천ㆍ함안ㆍ창원ㆍ거창군수를 역임하고 국회전문위원을 지냈다.
2008년 민족문제연구소에서 친일인명사전에 수록하기 위해 정리한 친일인명사전 수록예정자 명단 관료 부문에 수록되었다. 

## 역대 선거 결과
|  | 31.51% |

|  | 27.56% |

|  | 29.30% |

|  | 15.93% |

## 참고 문헌
- 안용대 - 대한민국헌정회
- 국사편찬위원회, 한국근현대인물자료 - 안용대